# La Science des rêves
La Science des rêves (em italiano:  L'arte del sogno) é um filme ítalo-francês de 2006, do gênero comédia dramática, escrito e dirigido por Michel Gondry.
O orçamento de Sonhando Acordado foi de seis milhões de dólares.

## Sinopse
Stéphane Miroux vê seus sonhos constantemente invadirem sua vida real. Ele  se interessa por sua vizinha Stéphanie, mas ela não quer saber dele. Para conquistá-la, ele decide recorrer aos seus sonhos.

## Elenco
- Gael García Bernal .... Stéphane Miroux
- Charlotte Gainsbourg .... Stéphanie
- Alain Chabat .... Guy
- Miou-Miou .... Christine Miroux
- Pierre Vaneck .... Mr. Pouchet
- Emma de Caunes .... Zoé
- Aurélia Petit .... Martine
- Sacha Bourdo .... Serge

## Principais prêmios e indicações
Festival de Cannes 2007 (França)
- Ganhou o Prêmio UCMF de melhor trilha sonora (Jean-Michel Bernard).

Festival de Paris 2007 (França)
- Ganhou o prêmio de melhor filme - voto popular.